# Liste der Trolleybus- und Autobuslinien in Lausanne

Bus-Liniennetz

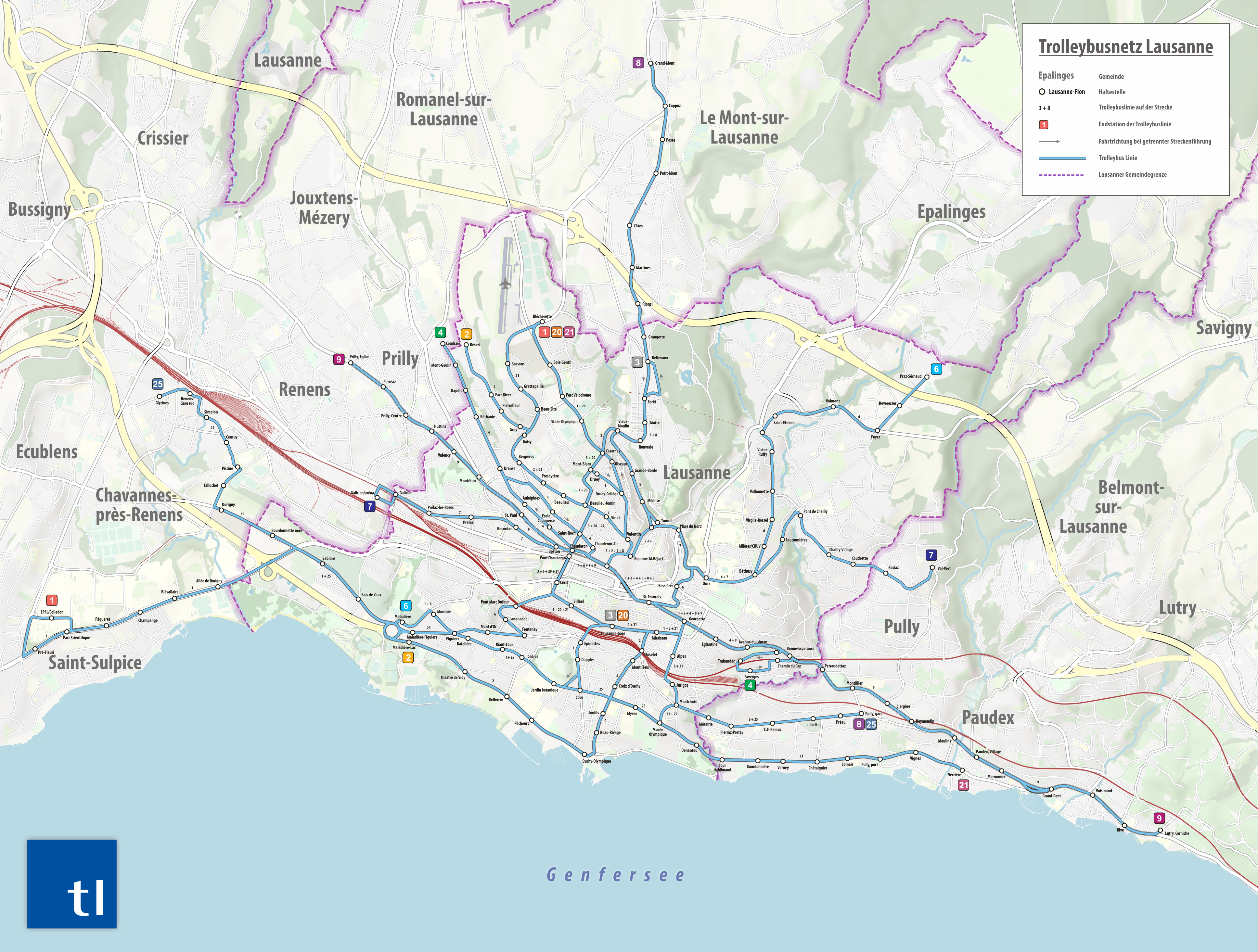
Trolleybus-Liniennetz

Die Liste der Trolleybus- und Autobuslinien in Lausanne zählt die zehn Linien des Lausanner Trolleybusnetzes sowie die 28 städtischen Omnibus-Linien von Lausanne auf, die gemeinsam von der Gesellschaft Transports publics de la région lausannoise (TL) betrieben werden. Das Unternehmen ist damit der wichtigste Transportdienstleister der Stadt. Sein Liniennetz ist ein bedeutender Bestandteil des Nahverkehrs des Kantons Waadt im Tarifverbund Waadt. Die enge Vernetzung bietet dem Fahrgast eine Vielzahl von Linienverbindungen, die zum Teil weit über das Stadtgebiet hinausreichen. Kerngebiet ist die Tarifzone 11 Grand Lausanne, die Linien verkehren teilweise aber auch in die umliegende Zone 12 und zum Teil auch in weitere daran anschliessende Zonen.
Außerdem werden in den Nachtstunden neun Pyjama-Nachtbuslinien betrieben.

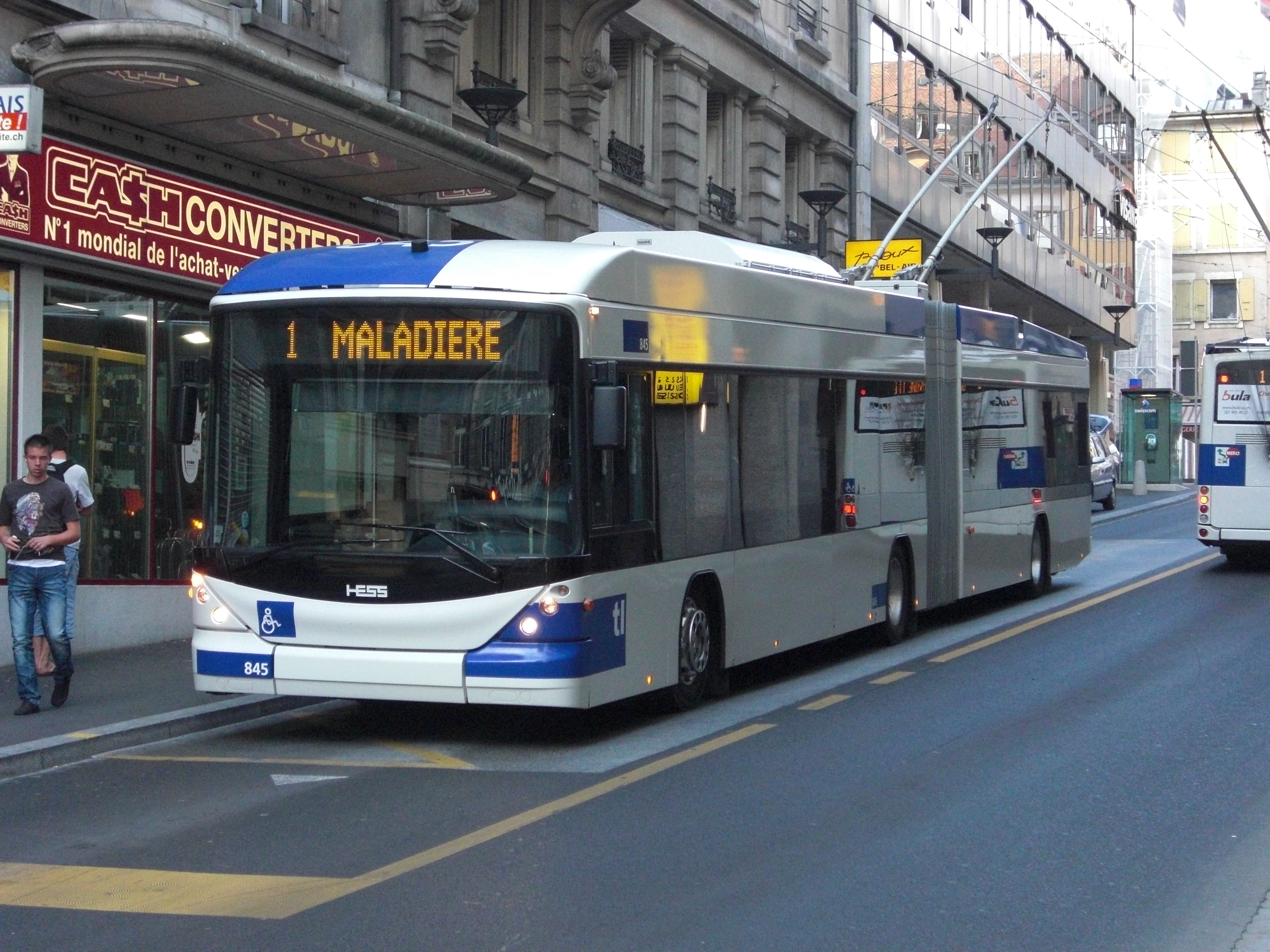
Ein Hess Swisstrolley 3 auf der Trolleybuslinie 1
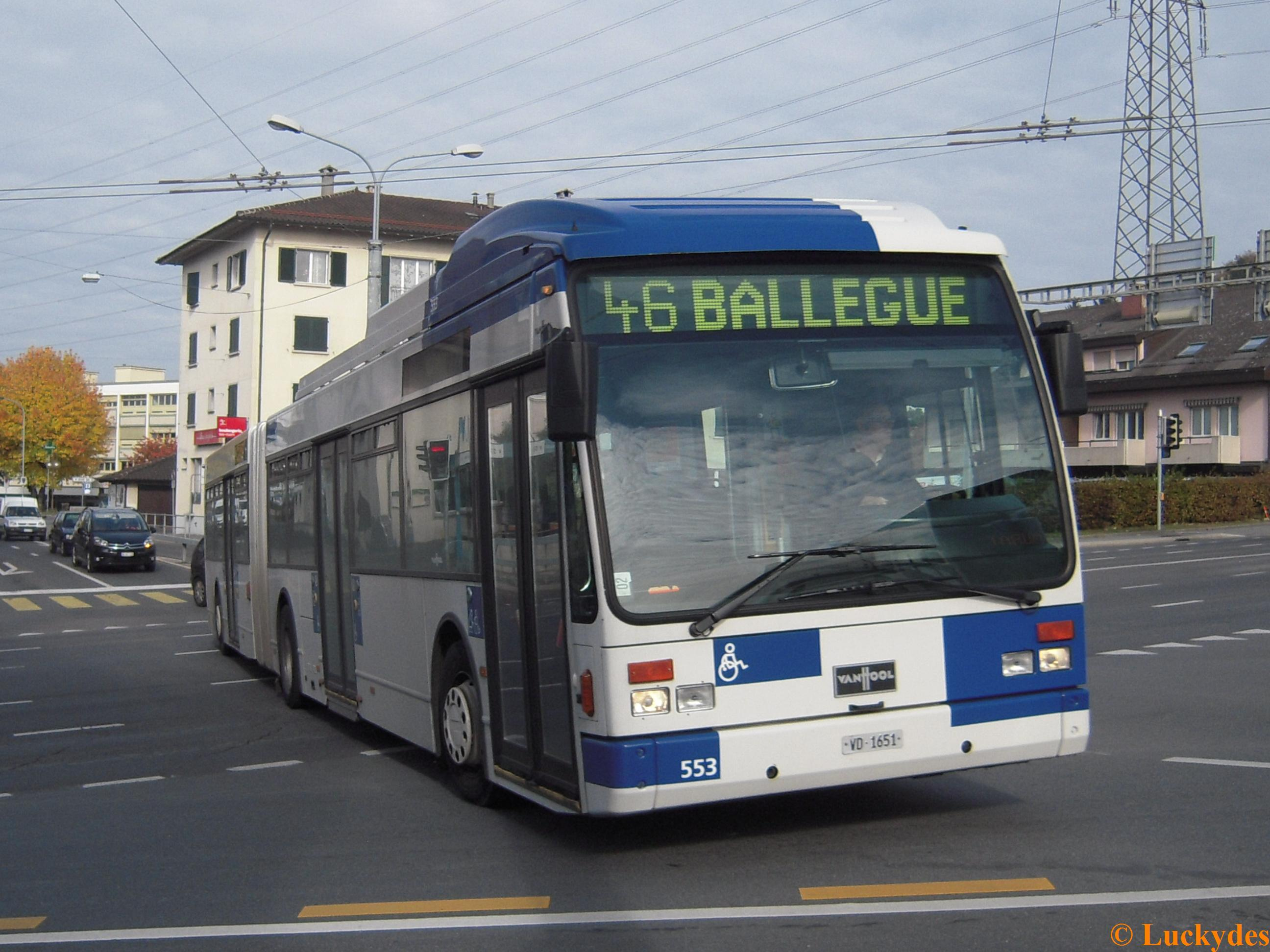
Ein Van Hool AGG 300 auf der Autobuslinie 46

## Liste
| Linie | Strecke                                           | Laufweg                                                                                       | Tarifzonen         | Fahrzeit1  | Bemerkungen |
| Trolleybus                                                                                                 | Trolleybus                                        | Trolleybus                                                                                    | Trolleybus         | Trolleybus | Trolleybus  |
| --- | ------------------------------------------------- | --------------------------------------------------------------------------------------------- | ------------------ | ---------- | ----------- |
| 1 | Maladière – Blécherette                           | Bahnhof Lausanne – Georgette – St-Francois – Bel Air                                          | 11                 | 32         |             |
| 2 | Maladière – Désert                                | Lac–Ouchy – Georgette – St-Francois – Bel Air – Beaulieu-Jomini – Boisy                       | 11                 | 34         |             |
| 3 | Lausanne Bahnhof – Belleveaux                     | Pont Chauderon – Beaulieu-Jomini – Forêt                                                      | 11                 | 20         |             |
| 4 | Coudraie – Bahnhof Pully                          | Bel-Air – St-Francois – Georgette – Montchoisi                                                | 11                 | 26         |             |
| 6 | Maladière – Sallaz                                | Pont Chauderon – Bel-Air – St-Francois – Ours                                                 | 11                 | 30         |             |
| 7 | Bel Air – Val-Vert                                | Pont de Chailly – Tunnel – Ours – St-Francois                                                 | 11                 | 20–25      | *)          |
| 8 | Grand-Mont – Verrière                             | Bellevaux – Forêt – Tunnel – Bel-Air – St-Francois – Georgette – Montchoisi – Pully Hafen     | 11, 12             | 41         |             |
| 9 | Prilly Kirche – Lutry-Corniche                    | Bel-Air – St-Francois – Georgette – Bonne Espérance – Perraudettaz – Pully-Clergère (Bahnhof) | 11, 12             | 36         |             |
| 21 | Bahnhof Lausanne – Blécherette                    | Pont Chauderon – Beaulieu-Jomini – Boisy                                                      | 11                 | 23         |             |
| 25 | Bourdonnette – Bahnhof Pully                      | Maladière-Figuiers – Montchoisi                                                               | 11, 12             | 21         |             |
| Autobus |                                                   |                                                                                               |                    |            |             |
| 12 | Montbenon – Faverges                              | St-Francois – Georgette – Bonne Espérance                                                     | 11                 | 10         | *)          |
| 13 | Montbenon – Verdeil                               | St-Francois                                                                                   | 11                 | 21         |             |
| 16 | Vallée de la Jeunesse – Grand-Vennes              | Pont Chauderon – Bel-Air – St-Francois – Tunnel                                               | 11                 | 22         | *)          |
| 17 | Croix-Péage – St-Francois                         | Renens – Galicien – Bel-Air                                                                   | 11, 12, 15         | 34         |             |
| 18 | Timonet – Bahnhof Lausanne-Flon                   | Crissier – Bourg-Dessus – Galicien – Pont Chauderon                                           | 11, 12             | 26         |             |
| 22 | Bahnhof Lausanne-Flon – Clochatte                 | Tunnel – Forêt – Bellevaux                                                                    | 11                 | 18         |             |
| 31 | Saint-Sulpice-Venoge Süd – Bahnhof Renens Süd     | Blévallaire – Concorde                                                                        | 11                 | 20         |             |
| 32 | Galicien – Timonet                                | Concorde – Bahnhof Renens – Crissier                                                          | 11                 | 23         |             |
| 33 | Prilly-Coudraie – St.-Sulpice Venoge Nord         | Galicien – Renens – Ecublens-Motty                                                            | 12                 | 39         |             |
| 36 | Bahnhof Renens – Closalet                         |                                                                                               | 15                 | 8          |             |
| 38 | Prilly Kirche – Renens                            | Bourg-Dessus                                                                                  | 12                 | 10–13      |             |
| 41 | Montolieu – Praz-Séchaud                          | Sallaz – Foyer                                                                                | 12                 | 15         |             |
| 45 | Bois-Murat – Chalet-à-Gobet                       | Croisettes – Lion d’Or – Mauvernay                                                            | 12, 18             | 16         |             |
| 46 | Bois-Murat – Ballègue                             | Croisettes – Planches – Epalinges-Centre                                                      | 12                 | 10         |             |
| 47 | Pully Hafen – Blessoney ( – Grandvaux-Pra Grana)  | Bahnhof Pully – Val-Vert – Grands Champs ( – Croix Lutry)                                     | 12, 19             | 25         |             |
| 48 | Bahnhof Pully – Val-Vert                          | Perraudettaz – Daillettes                                                                     | 11                 | 12         |             |
| 60 | Bahnhof Lausanne Flon – Froideville-Laiterie      | Tunnel – Forêt – Bellevaux – Grand-Mont – Cugy – Bretigny – Bottens                           | 11, 12, 17, 57     | 45         |             |
| 62 | Croisettes – Bahnhof Moudon                       | Lion d’Or – Chalet-à-Gobet – Montpreveyres – Mézières – Vulliens – Syens                      | 12, 18, 65, 61, 60 | 37         |             |
| 64 | Crosettes – Chalet-à-Gobet                        | Planches – Vers-chez-les-Blanc                                                                | 12, 18             | 11         |             |
| 65 | Sallaz – Servion                                  | Foyer – Monts-de-Pully – Savigny – Mollie-Margot – Les Confréries                             | 12, 18, 65         | 33         |             |
| 66 | Montbenon – Grandvaux-Pra Grana                   | St-Francois – Ours – Pont de Chailly – Val-Vert – Grands Champs – Blessoney – Croix Lutry     | 11, 12, 19         | 25         |             |
| Minibus |                                                   |                                                                                               |                    |            |             |
| 23 | Forêt – Maillefer                                 |                                                                                               | 11                 | 3          |             |
| 42 | Sallaz – Foyer                                    | Pont de Chailly                                                                               | 11, 12             | 9          |             |
| 49 | Bahnhof Pully – Belmont-sur-Lausanne-Grand Champs | Chaffeises                                                                                    | 12                 | 9          |             |
| 54 | Bahnhof Renens – Bahnhof Cheseaux                 | Crissier – Timonet                                                                            | 12, 16             | 17         |             |
| 56 | Timonet – Richardaz                               | Croix-Péage – Mex                                                                             | 15                 | 14         |             |
| 68 | Lutry Hafen – Croix Lutry                         | Conversion Bahnhof – Brûlées – Savuit-Place                                                   | 12                 | 27         | **)         |
| 69 | Lutry Hafen – Croix Lutry                         | Savuit-Place – Brûlées – Conversion Bahnhof                                                   | 12                 | 27         | **)         |
| 1 in Minuten für eine Fahrtrichtung, Linie 68/69 für einen Rundlauf.                                       |                                                   |                                                                                               |                    |            |             |
| *) teilweise Ringverkehr, einige Haltestellen werden nur in einer Richtung bedient.                        |                                                   |                                                                                               |                    |            |             |
| **) Linien 68 und 69 im gegenläufigen Ringverkehr, alle Haltestellen werden nur in einer Richtung bedient. |                                                   |                                                                                               |                    |            |             |

(Stand: August 2013)